# کلود نیکلاس لودو
 کلود نیکلاس لودو (انگلیسی: Claude Nicolas Ledoux؛ ۲۱ مارس ۱۷۳۶ – ۱۸ نوامبر ۱۸۰۶) یک معمار اهل فرانسه بود.